# استان چاکو
 استان چاکو ، یکی از استان‌های ۲۳ گانه آرژانتین، واقع در شمال کشور و در مرز پاراگوئه می‌باشد که از غرب با ایالات سالتا و سانتیاگو دل استرو، از شرق و شمال با فورموزا، از جنوب با سانتا فه و از جنوب شرق با کورینتس مرز مشترک دارد. چاکو بین سال‌های ۱۹۵۰ تا ۱۹۵۵ پرزیدنته پرون نامیده می‌شد.

## مشخصات
- مرکز: رزیستنسیا
- مساحت: ۹۹٬۶۳۳ کیلومترمربع
- جمعیت: ۹۸۴٬۴۴۶ (تا ۲۰۰۱)
- فرماندار: خورخه کاپیتانیچ
- شهرهای عمده: سائنز پنیا

## تاریخچه
پیش از ورود اسپانیایی‌ها به آمریکای جنوبی، استانی که اکنون چاکو نام دارد مانند دیگر استان‌های آرژانتین، زیستگاه بومیان (گوارانی، ویچی و توبا) بود. از آنجا که استان، منبع عمدهٔ غذایی برای ساکنان اولیه بود، آن را چاکو (در زبان کچوا به معنای شکار) نامیدند.
نخستین شهری که در استان تأسیس شد " کونسپسیون ده بوئنا اسپرانزا " متعلق به سالهای ۱۵۸۵ تا ۱۶۳۲ بود. اما حملات بومیان، ساکنان شهر را وادار به ترک آنجا کرد. در قرن ۱۷ یک قرارگاه متعلق به هیئت تبلیغی ژزوییت‌ها با نام سان فرناندو دل ریو نگرو در محل کنونی شهر رزیستانسیا تأسیس شد اما ۱۵ سال بعد خالی از سکنه شد.
در پایان سدهٔ ۱۹ درگیری‌هایی موسوم به جنگ اتفاق مثلث بین آرژانتین و پاراگوئه در منطقه گران چاکو درگرفت. این درگیری‌ها موجب شد که شهر خالی از سکنهٔ سان فرناندو (رزیستانسیای کنونی) بازسازی و به یک مقر نظامی بدل شود. (۱۸۷۶)
در سال ۱۸۷۲ " منطقهٔ ملی گران چاکو " که استان فورموسا ی کنونی و بخش‌هایی از پاراگوئه را در بر می‌گرفت تشکیل شد اما این بخش اداری ۱۲ سال بعد تجزیه و در سال ۱۹۵۱ تبدیل به یک استان شد. نام جدید آن " استان پرزیدنته پرون " بود که در سال ۱۹۵۵ و در پی سرنگونی دولت خوان دومینگو پرون توسط نظامیان، نام تاریخی خود را به دست آورد.
بین سال‌های پایانی سده ۱۹ و اوایل دهه ۲۰ مهاجران بسیاری از آلمان، کانادا و روسیه به چاکو آمدند.

## جغرافیا و اقلیم

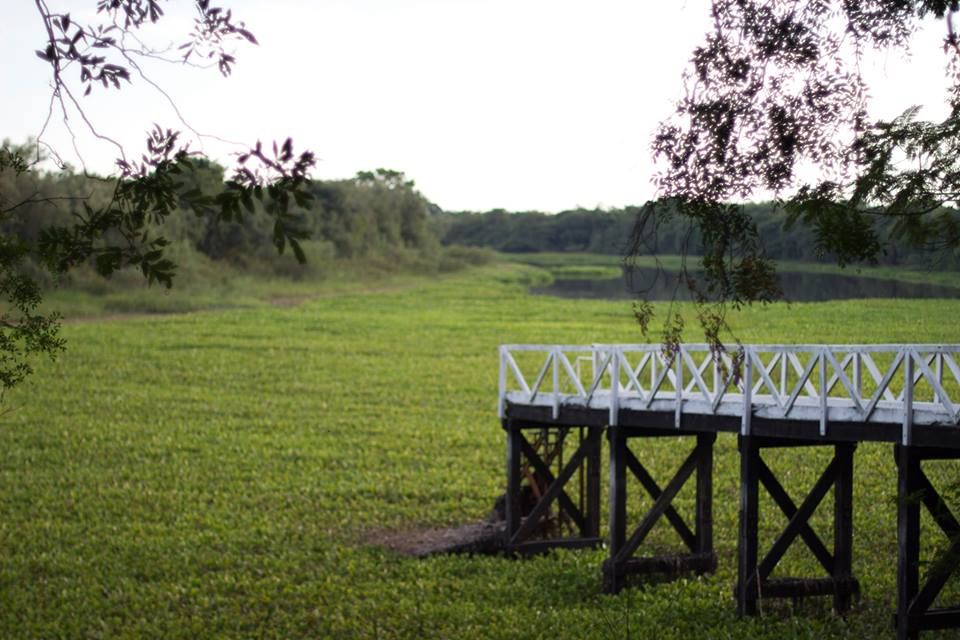
استان چاکو ، یکی از استان‌های ۲۳ گانه آرژانتین

استان بخشی از منطقه گران چاکو می‌باشد که به سبب شرایط آب و هوایی غیرعادی اش " جهنم سبز " نام دارد. خشکسالی‌های مکرر، جغرافیای استان را به بیابان می‌کند. در مقابل، باران‌های شدید و سیل‌های اتفاقی نیز، منطقه را به شکل جنگل‌های گرمسیری درمی‌آورد.
تفاوت نواحی مختلف در پوشش گیاهی از ریزش نابرابر ناشی می‌شود: در غرب جنگل‌های بی باران غیرقابل نفوذ با بارش سالانه ۶۰۰ میلی‌متر و در شرق جنگل (سلوا چاکنیا) با رطوبت زیاد و بارش سالانه ۱۱۰۰ میلی‌متر
رودهای سالادو، ریو نگرو، پالومتا، ریو ده اورو، گوایکورو و تاپه ناگا از مهم‌ترین رودهای استان هستند که از غرب به شرق جریان دارند و به دو رود پارانا و پاراگوئه می‌ریزند.
حیات وحش منطقه شامل گونه‌های غیربومی چون کروکدیل، میمون، رتیل، گراز، جاگوار، آرمادیلوی بزرگ، آناکوندا، مار زنگی و انواع مارهای سمی است.

## اقتصاد
استان چاکو با تولید ناخالص داخلی برابر۴/۴ میلیارد دلار در سال ۲۰۰۶ و درآمد سرانه ۴۴۷۰ همچون سایر ایالات شمالی از نظر اقتصادی کم توسعه می‌باشد.
کشاورزی در چاکو به علت خشکسالی‌های دهه‌های گذشته محدود است، با این وجود محصولات عمده (۱۷ درصد اقتصاد استان) آن پنبه (۶۰ درصد تولید ملی)، سویا، ذرت، برنج، نیشکر، توتون و چوب می‌باشد.
صنایع ۱۰ درصد اقتصاد چاکو را تشکیل می‌دهد. از جمله آن‌ها: صنایع نساجی و صنایع تولیدی (کاغذ، الکل، شکر، زغال، ذرت خوشه ای، روغن) می‌باشند.
صنعت جهانگردی در استان منبع چندان درامدزایی نمی‌باشد. از جاذبه‌های توریستی استان می‌توان پارک ملی چاکو را نام برد.

## تقسیمان سیاسی
استان به ۲۵ بخش (دپارتمان) تقسیم می‌شود.
| ۱ – بخش آلمیرانته براون ۲ – بخش برمه خو ۳ – بخش چاکابوکو ۴ – بخش کماندانته فرناندز ۵ – بخش دوسه ده اکتوبره ۶ – بخش دوس ده آبریل ۷ – بخش فرای خوستو سانتاماریا دل اورو ۸ – بخش خنرال بلگرانو ۹ – خنرال دونووان ۱۰ – بخش خنرال گمس ۱۱ – بخش ایندپندنسیا ۱۲ – بخش لیبرتاد ۱۳ – بخش لیبرتادور خنرال سان مارتین | ۱۴ – بخش مایپو ۱۵ – بخش مایور لوئیز خورخه فونتانا ۱۶ – بخش نووه ده خولیو ۱۷ – بخش اوهیجین ۱۸ – بخش پرزیدنسیا دلاپلازا ۱۹ – بخش پریمرو ده مایو ۲۰ – بخش کوئیتی لیپی ۲۱ – بخش سان فرناندو ۲۲ – بخش سان لورنزو ۲۳ – بخش سارخنتو کابرال ۲۴ - بخش تاپه ناگا ۲۵ – بخش ونتیسینکو ده مایو |  |